# Жордан Потен
Жордан Потен (фр.  Йорданія Pothain, 14 жовтня 1994) — французький плавець.
Призер Чемпіонату світу з плавання на короткій воді 2016 року.